# Ambientólogo

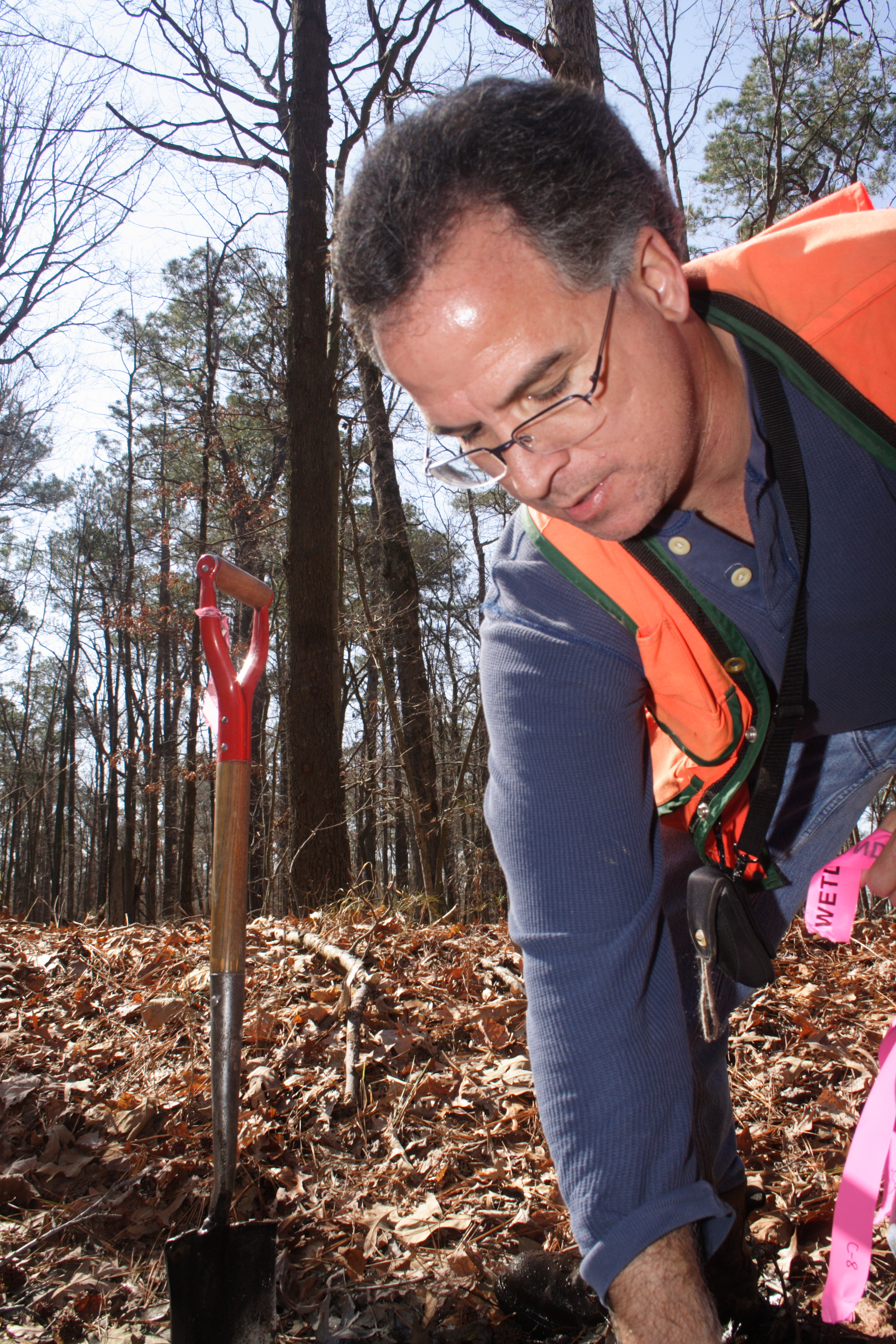
Científicos ambientales del Cuerpo de Ingenieros del Ejército de EE. UU., distrito Norfolk, realizan una delimitación de humedales en Fort Eustis para que la instalación pueda planificar el desarrollo futuro y evitar perturbar los humedales.

El ambientólogo es el especialista en el estudio del Medio Ambiente. El vocablo ambientólogo proviene de ambiente (del latín, ambiens, -entis "que rodea o cerca") y -logos (del latín, -lŏgus, y este del griego, -λόγος -lógos, que significa “persona versada o especialista”).
No hay que confundirlo con los términos ambientalista o ecologista, que se refieren a la persona o entidad que forma parte o defiende unos principios de protección del medio ambiente.

## Historia
En 1994 surge el Título Universitario en Ciencias Ambientales en España con la aprobación del Real Decreto 20833/1984, de 20 de octubre, por el que se establece el título universitario oficial de Licenciado o Graduado en Ciencias Ambientales, y se aprobaron las directrices generales propias de los planes de estudios conducentes a la obtención de aquél.

## Instituciones oficiales
- Asociación Nacional GN Medio Ambiente
- Coordinadora Estatal de Ciencias Ambientales
- Colegio Profesional de Licenciados en Ciencias Ambientales de la Comunidad Valenciana (COAMB)
- Federación Andaluza de Ciencias Ambientales
- Asociación de Licenciados en Ciencias Ambientales de las Islas Baleares
- Colegio de Ambientólogos de Cataluña]
- Asociación de Ambientólogos de Madrid
- Asociación de Ambientólogos de Asturias
- Asociación de Ciencias Ambientales de Málaga
- Asociación Profesional de Ambientólogos y Ambientólogas de Andalucía (PROAMBA)
- Colegio Profesional de Licenciados y Graduados en Ciencias Ambientales de Andalucía (COAMBA)
- Ascociación de Ambientólogos de Euskadi
- Asociación de Ciencias Ambientales de Extremadura (ACAEX)